# Георгіївський Данівський жіночий монастир
Георгіївський Данівський жіночий монастир УПЦ (МП) — жіночий монастир біля села Данівка Козелецького району Чернігівської області. Монастир відноситься до Козелецького благочиння Чернігівської єпархії УПЦ МП.
Кількість насельниць — 28. Настоятельниця монастиря — ігуменя Пелагея (Лариса Данилівна Філатова).
Монастир розташований за 7 км від Козельця біля села Данівка на березі річки Остер.

## Історія
Монастир святого Георгія Змієборця, заснований 1654 року ченцями Козелецького Свято-Троїцького монастиря, на честь перемоги над поляками під час Хмельниччини. Універсал Богдана Хмельницького, датований 9 (19) липня 1654 року підтверджував право монастиря на земельні володіння, де розташовано святиню.

### Місце для монастиря
Існує переказ, що Господь через свого служителя священномученика воїна Георгія показав колись диво. На купців, що проїздили з багатою провізією тутешніми лісами, напали розбійники. Після гарячої молитви купців Георгію розбійники відпустили бранців, не заподіявши їм шкоди. На цьому святому місці почали споруджувати дерев'яні будівлі монастиря.
Наприкінці 1650-х років Троїцький та Георгіївський монастирі було об'єднано.

### Храм святого Георгія
1741 року за указом імператриці Єлизавети Петрівни розпочалося будівництво кам'яного головного монастирського храму в ім'я святого Георгія. Храм освячено 1754 року. а 1756 року у храмі сталася пожежа. Відновлення відбувалося коштом козелецького полковника Юхима Драгана, садиба якого знаходилася на відстані 5 км від монастиря. У 1770 році храм повторно освячено.
Георгіївський собор — один з найкращих, побудованих в Україні у XVIII сторіччі. Собор у плані прямокутний, з внутрішніми несучими колонами. Бані собору розташовуються по осі захід-схід, що традиційно для дерев'яних тридільних церков. З трьох сторін до собору приставлені невисокі в квадратні тамбури. Під усім собором є підвал.
Зовнішній декор храму заскромний для періоду бароко. Тільки підбанні барабани прикрашені соковитою білою ліпниною. Собор має суворий вигляд, наближений до оборонної архітектури.
У 1854 році поряд із собором був побудований теплий храм в ім'я Святої Трійці — на згадку про Троїцький монастир, з яким раніше було об'єднано Георгіївський.
Під час Другої світової війни монастир сильно постраждав. У 1952 році були проведені реставраційно-консервативні роботи. У 1995 році тут відновилася релігійне життя. Працею черниць монастир поступово відновлюється.

## Чудотворна ікона Богородиці

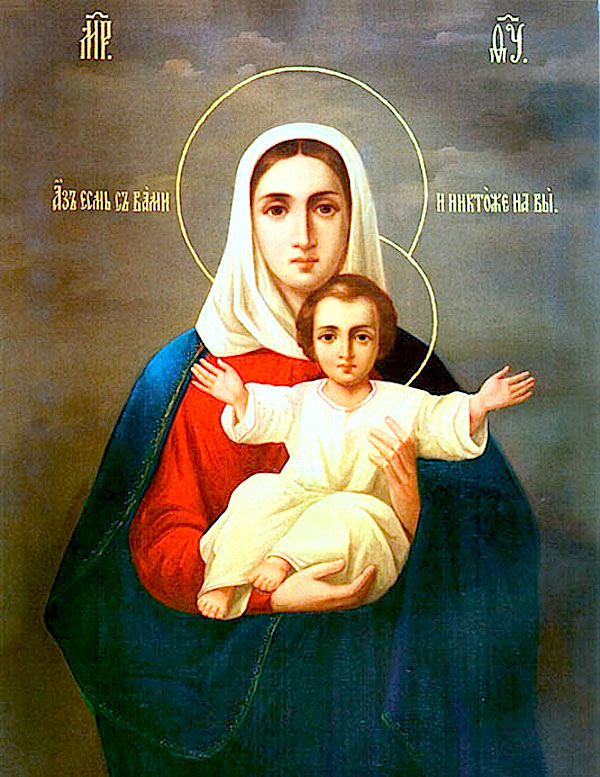
Iкона Богородиці "Аз єсмь з вами і ніктоже на ви".

В монастирі зберігається новоявлена чудотворна ікона Богородиці «Аз єсмь з вами і ніктоже на ви». За переказом вона написана з благословення святого праведника о. Івана Кронштадського та була келійним образом святого преподобного Серафима Верецького, який 1937 року повторив перед нею подвиг преподобного Серафима Саровського — молитовне уклінне стояння протягом 1000 днів і ночей.
З часом ікона опинилася в Україні і 1997 року була дарована Свято-Георгіївському жіночому монастирю.
23 квітня 2002 року Священним синодом Української православної церкви Московського патріархату Даневська ікона Божої Матері «Аз есмь з вами і ніктоже на ви» внесена до списку чудотворних та встановлено день її святкування на Похвалу Божої Матері (Субота — п'ятий тиждень Великого посту).

## Галерея

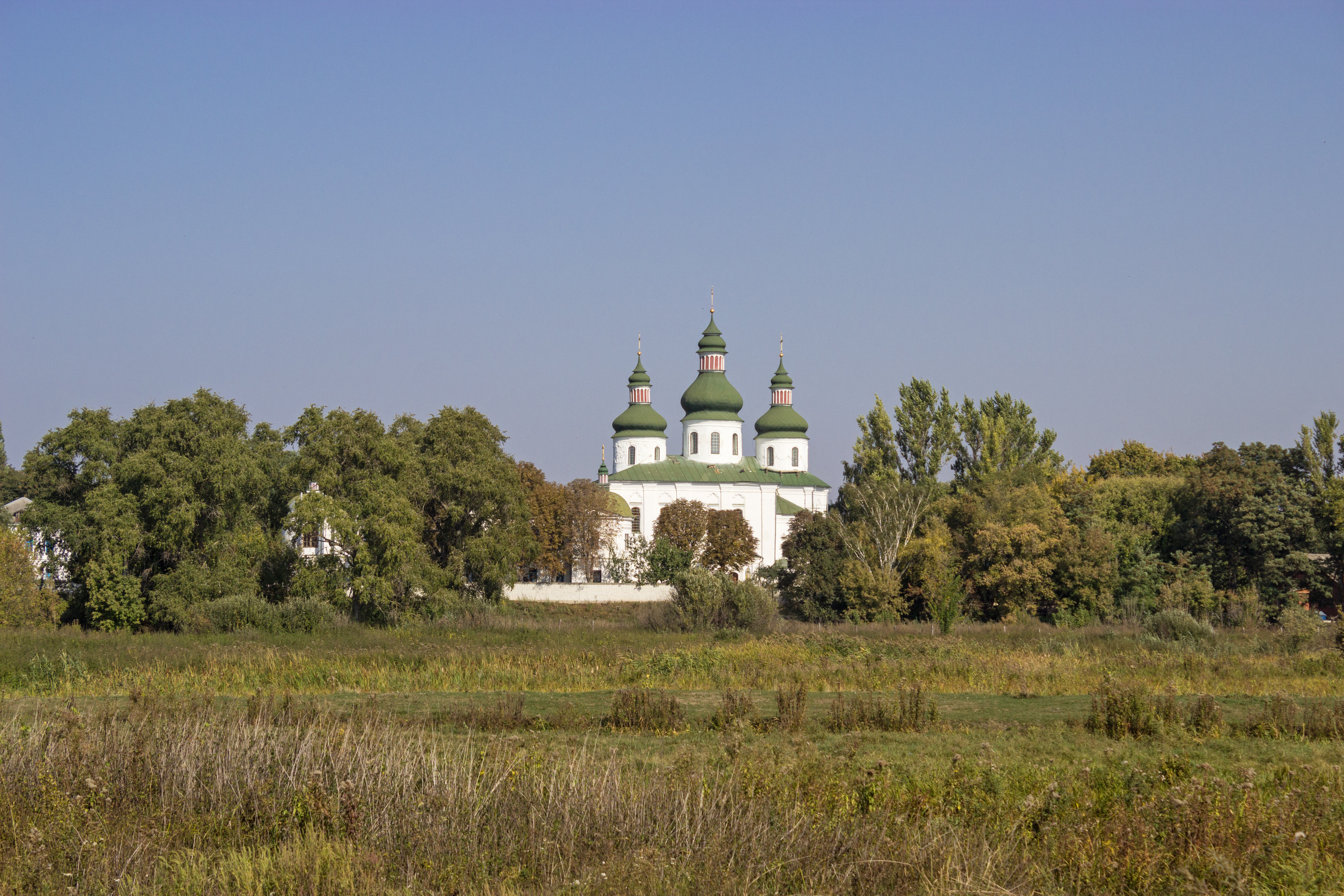
Монастир у 2015 році
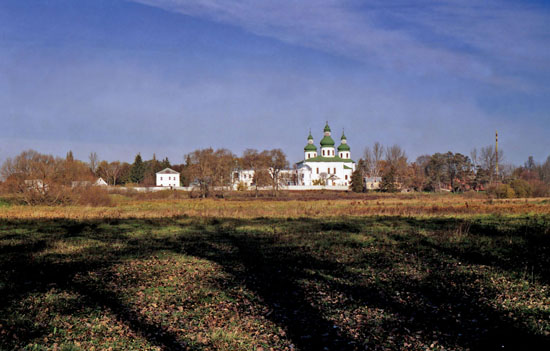
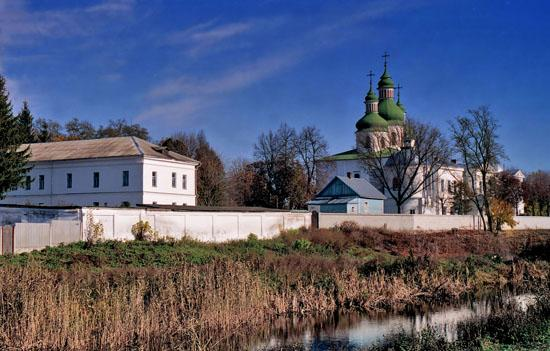
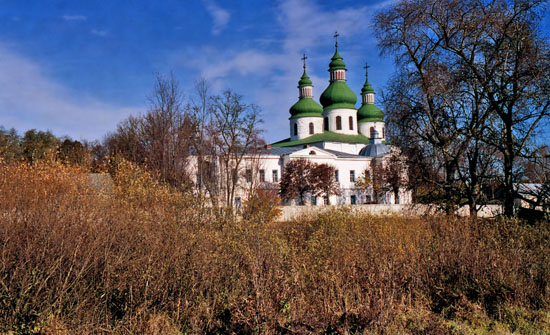
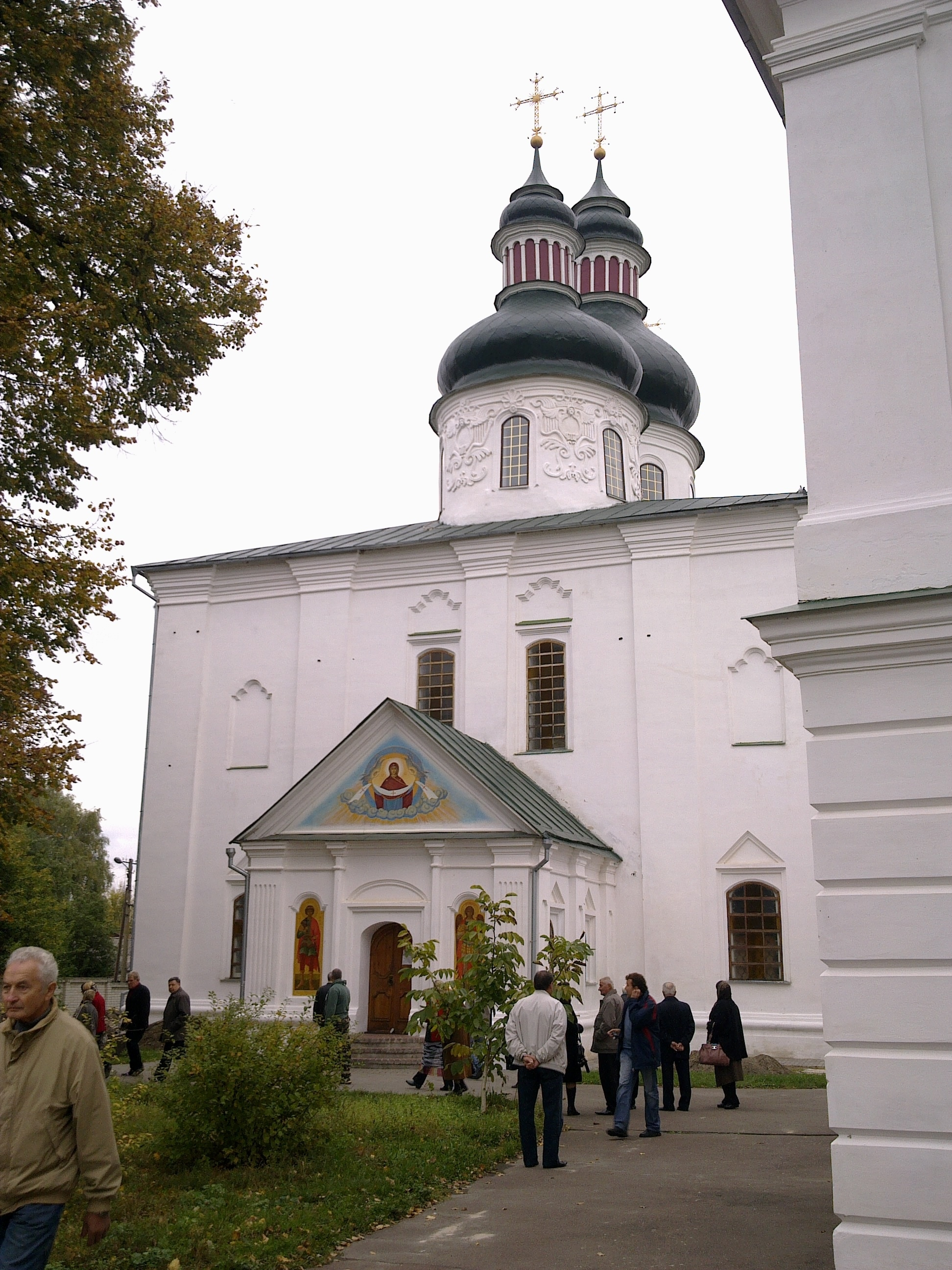
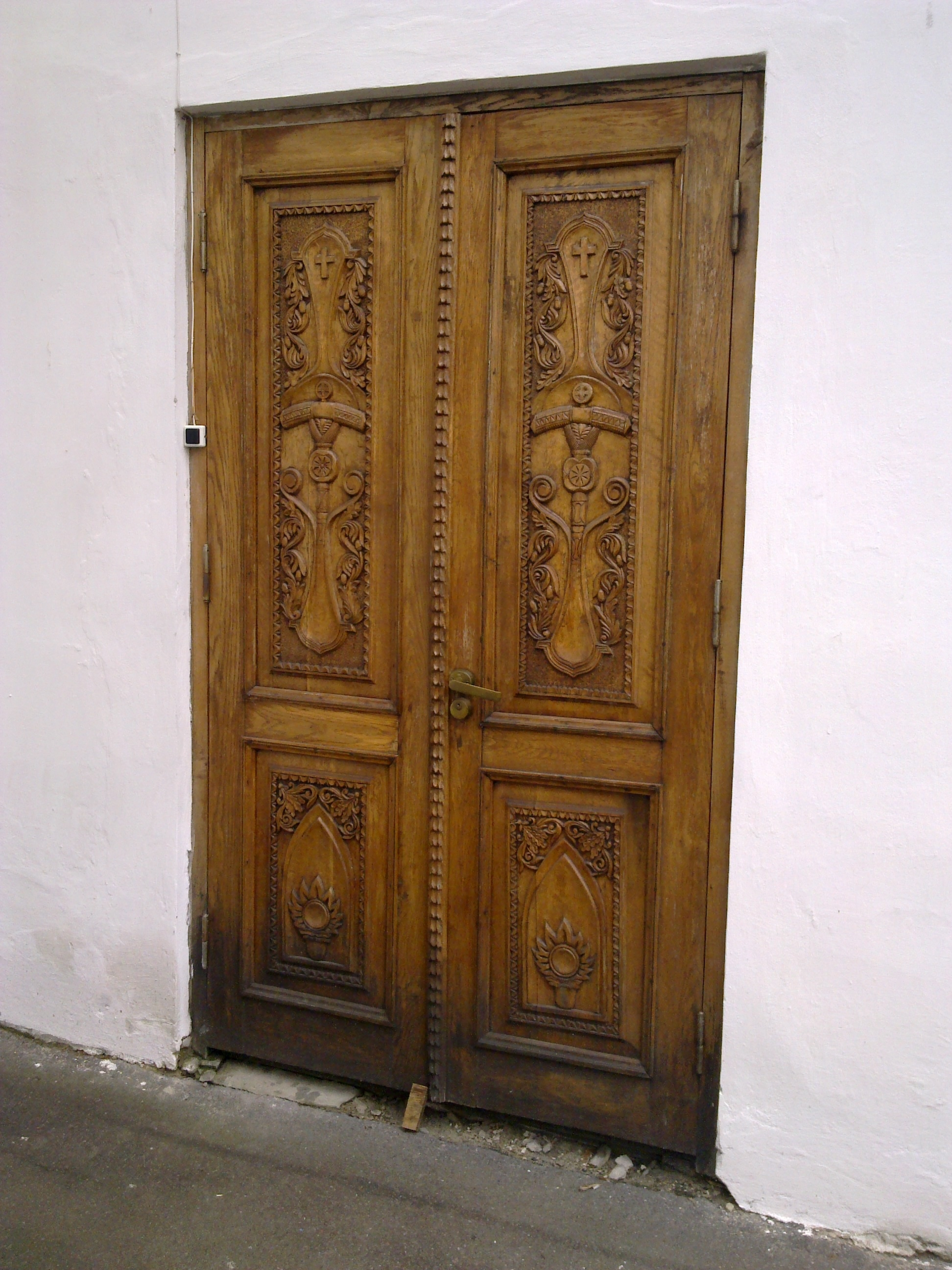
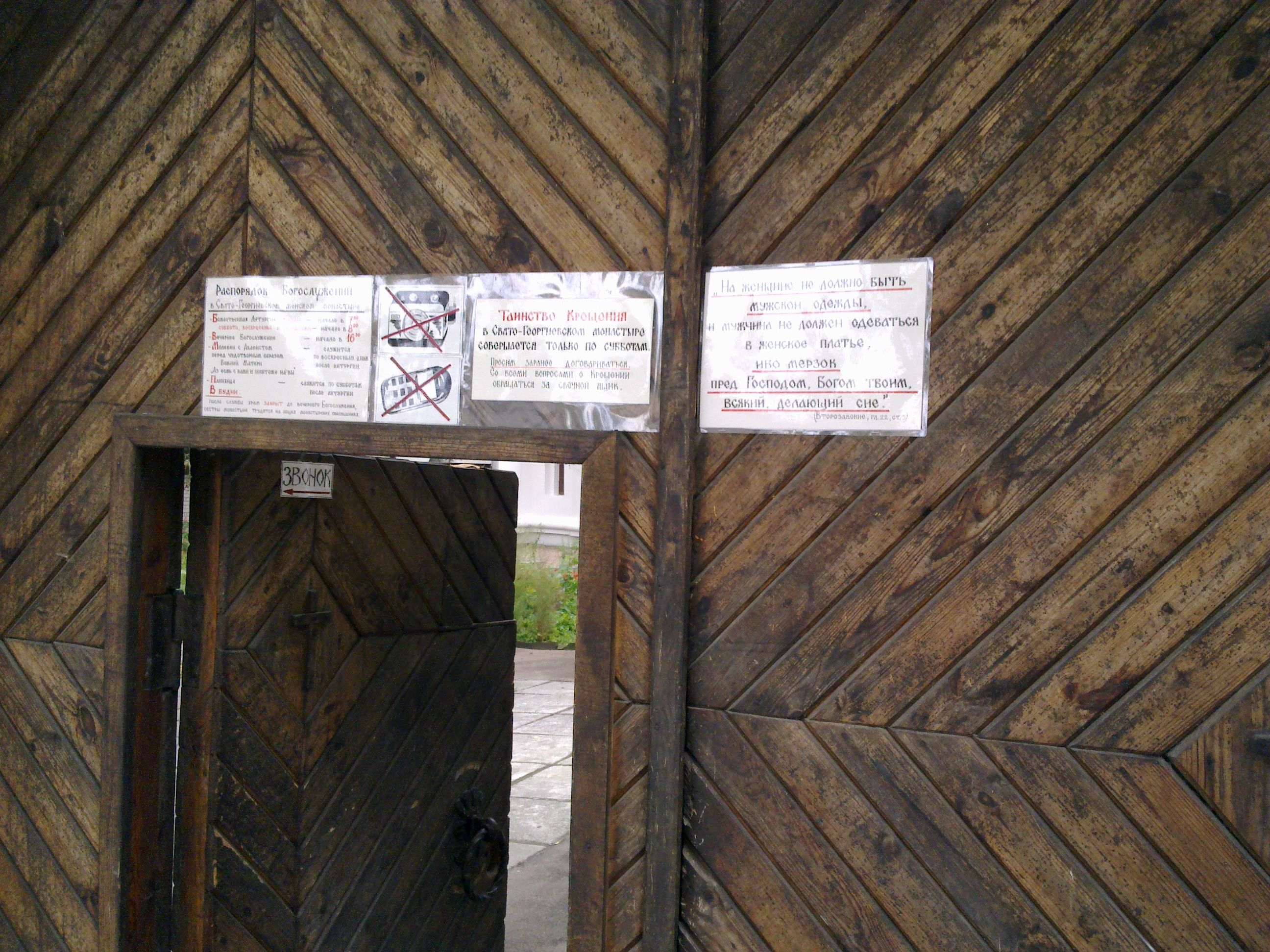

## Дивись також
- Список мурованих храмів у стилі українського бароко